# Leucobrephos brephoides
Leucobrephos brephoides là một loài bướm đêm thuộc họ Geometridae. Nó được tìm thấy ở Yukon đến Labrador và phía nam đến New York và miền nam Alberta và British Columbia. Môi trường sinh sống gồm các khu rừng gỗ hỗn hợp mở phương bắc và vùng núi.
Sải cánh dài khoảng 29 mm. Con trưởng thành bay từ tháng 3 đến tháng 5 nhiều nhất vào giữa đến cuối tháng 4 ở Alberta. Nhìn chung mùa bay bắt đầu khi tuyết vẫn còn trên mặt đất.
Ấu trùng ăn các loài Populus tremuloides, Betula papyrifera và Alnus, nhưng cũng được ghi nhập trên các loài Salix và Populus balsamifera.